# Changde
Changde (常德; pinyin: Chángdé) è una Città-prefettura della provincia cinese dell'Hunan.

## Amministrazione

### Suddivisioni amministrative
- Distretto di Dingcheng
- Distretto di Wuling
- Jinshi
- Contea di Anxiang
- Contea di Hanshou
- Contea di Li
- Contea di Linli
- Contea di Shimen
- Contea di Taoyuan

### Gemellaggi
- Higashiōmi, dal 1994
- Ipswich, dal 2011